# هیون جیو نی
هیون جیو نی (کره‌ای: 현쥬니؛ زادهٔ ۱ اوت ۱۹۸۵) که قبلاً با نام‌های هنری جونی یا جو آن شناخته می‌شد، بازیگر اهل کره جنوبی است.

## زندگی شخصی
هیون جیو جی با یک کارآفرین در ۱۳ دسامبر ۲۰۱۲ در یک مراسم خصوصی در گوآم ازدواج کرد. فرزند اول آنها که یک پسر بود، در ۳۰ ژوئیه ۲۰۱۳ به دنیا آمد.